# Humanitäres Aufnahmeprogramm für syrische Flüchtlinge
Das Humanitäre Aufnahmeprogramm für syrische Flüchtlinge in Deutschland (abgekürzt HAP, häufig kurz Bundesaufnahmeprogramm) war ein Aufnahmeprogramm für syrische Flüchtlinge des deutschen Bundes und der Länder in den Jahren 2013 und 2014. Es gab drei Runden des Bundesaufnahmeprogramms, in dem insgesamt 20.000 Flüchtlinge aus Syrien aufgenommen worden sind.
Ab Mitte 2015 führten zudem fast alle Bundesländer eigene Landesaufnahmeprogramme ein; in einigen Bundesländern haben bzw. hatten diese später aufgrund mehrfacher Verlängerungen zunächst weiterhin Bestand.

## Bundesaufnahmeprogramme
Das erste Bundesaufnahmeprogramm für syrische Flüchtlinge wurde im März 2013 beschlossen und betraf 5000 syrische Flüchtlinge. Die ersten Flüchtlinge aus diesem Programm reisten am 11. September 2013 per Flugzeug ein und landeten in Hannover. Das zweite Bundesaufnahmeprogramm wurde Ende 2013 beschlossen. Die Flüchtlinge wurden teilweise über das UNHCR, Caritas und die Internationalen Organisation für Migration ausgewählt, das Programm war bis September 2014 abgeschlossen. Mitte Juli 2014 hatte die deutsche Innenministerkonferenz beschlossen, weitere 10.000 Flüchtlinge aus Syrien aufzunehmen. Aufgenommen wurden etwa Personen, die über „besondere humanitäre Merkmale“ verfügen oder enge Verwandte in Deutschland hatten. Die meisten Flüchtlinge kamen in Niedersachsen im Lager Friedland an. Die Flüchtlinge werden nach dem Königsteiner Schlüssel auf die Länder verteilt. Die Aufnahme ist zunächst auf zwei Jahre befristet. Die ersten beiden Bundesaufnahmeprogramme sind abgeschlossen. Weitere Bundesprogramme sind (Stand Ende 2015) nicht vorgesehen.

## Landesaufnahmeprogramme
Neben dem Bundesaufnahmeprogramm gab es im Juli 2015 Landes-Aufnahmeprogramme aller Bundesländer außer Bayern vor allem für Personen, die über enge Verwandte in Deutschland verfügten; in Bayern soll lediglich in Einzelfällen eine Aufnahme möglich sein. Einige Landesaufnahmeprogramme sind mehrfach verlängert worden und gelten (Stand: Januar 2016) teils weiterhin.
Die Landesaufnahmeprogramme basieren, ebenso wie die Aufnahmeprogramme der Bundesländer, auf einem Beschluss des Bundestages vom 28. Juni 2013.
Die Voraussetzungen der Landesprogramme (Stand: Juli 2015) erläutert das Deutsche Rote Kreuz folgendermaßen:
„Voraussetzung für eine Aufnahme im Rahmen der Landesaufnahmeprogramme ist in der Regel weiterhin, dass es sich bei den nachzugswilligen Verwandten um Familienangehörige ersten Grades (Eltern, Kinder) oder zweiten Grades (Großeltern, Enkel, Geschwister) bzw. deren Ehepartner und minderjährige Kinder handelt, sowie, dass diese die syrische Staatsangehörigkeit besitzen und sich zur Zeit der Antragsstellung in Syrien, den Anrainerstaaten oder Ägypten aufhalten. In begründeten Einzelfällen können auch geflohene Staatenlose (Personen kurdischer oder palästinensischer Volkszugehörigkeit) aus Syrien aufgenommen werden, deren Identität feststeht, und die nachweislich seit mindestens drei Jahren in Syrien leben oder gelebt haben. Der aufnehmende Familienangehörige in Deutschland muss in der Regel die deutsche oder syrische Staatsangehörigkeit und einen unbefristeten oder befristeten Aufenthaltstitel besitzen, sich je nach Bundesland seit mindestens 1. Januar 2013, mindestens 1. Januar 2014 oder seit mindestens einem Jahr in Deutschland aufhalten und eine bindende Verpflichtungserklärung unterschreiben, für den gesamten Lebensunterhalt der nachziehenden Familienangehörigen aufzukommen.“
Nachziehende Familienangehörige erhalten eine Aufenthaltserlaubnis aus humanitären Gründen nach § 23 Abs. 1 AufenthG wegen Krieges im Heimatland für zunächst bis zu zwei Jahren sowie eine Arbeitserlaubnis.
In den meisten Bundesländern ist auch eine Kostenübernahmeverpflichtung durch Dritte (Freunde, Bekannte, Organisationen) zulässig. Rechtsgrundlage für eine solche Verpflichtungserklärung ist § 68 AufenthG. Die Bundesländer Brandenburg, Berlin, Bremen, NRW, Sachsen-Anhalt, Thüringen, Niedersachsen und Hessen (Stand: Juli 2015) haben, in Anlehnung an einen Beschluss der Innenministerkonferenz vom Juni 2014, die Kosten für die Krankenversorgung von der Verpflichtungserklärung ausgenommen; in Rheinland-Pfalz gilt dies nur für Härtefälle. Wer vor diesen Neuregelungen eine Verpflichtungserklärung unterschrieb und unter dieser Bedingung Verwandte aufnahm, bleibt in fast allen Bundesländern weiterhin durch seine Verpflichtungserklärung gebunden; Ausnahmen sind Niedersachsen und Schleswig-Holstein, welche die Verpflichtungsgeber rückwirkend entlastet haben. Die Bundesagentur für Arbeit schloss sich in einer Weisung an die Regionaldirektionen vom 13. März 2015 der Rechtsauffassung des Bundesinnenministers an, der zufolge die Verpflichtungserklärung auch im Falle einer Flüchtlingsanerkennung weiterhin gilt; diese Rechtsauffassung wurde von einigen Bundesländern infrage gestellt. Für Verpflichtungsgeber hat die Verpflichtungserklärung gegebenenfalls gravierende finanzielle Folgen. Die Bundesländer Hamburg und Schleswig-Holstein begrenzten Ende 2015 die Haftungsdauer auf fünf Jahre.
Im Zuge des gesellschaftlichen Engagements für syrische Flüchtlinge bildeten sich Initiativen, die eine Verpflichtungsabgabe für syrische Flüchtlinge aus Solidarität und gesellschaftlicher Verantwortung auch ohne Verwandtschaftsbezug in Erwägung ziehen oder praktizieren, so etwa die Initiative Flüchtlingspaten Syrien.
Laut einem Urteil des Bundesverwaltungsgerichts vom Januar 2017 erlöschen Verpflichtungserklärungen nicht bei der Erteilung von Asyl oder der Anerkennung als Flüchtling (siehe hierzu: „Verpflichtungserklärung“, Abschnitt „Erlöschen“). Mit dem Inkrafttreten des Integrationsgesetzes am 6. August 2016 wurde die Dauer der Verpflichtungserklärung bundesweit auf fünf Jahre ab Einreise des Begünstigten befristet; vor dem Inkrafttreten des Gesetzes abgegebene Erklärungen wurden auf drei Jahre befristet.
Der Sachverständigenrat deutscher Stiftungen für Integration und Migration kritisierte im Oktober 2015, dass Flüchtlinge aus den Länderprogrammen im Vergleich zu Asylberechtigten und Flüchtlingen der Bundesprogramme rechtlich schlechter gestellt seien. Das betreffe insbesondere den Zugang zu Integrationskursen und zu Sozial- und Gesundheitsleistungen sowie die Aufenthaltsdauer.
Das Brandenburger Innenministerium kündigte im Oktober 2023 das Ende des landeseigenen Programms zum syrischen Familiennachzug an und erklärte, die überwiegende Mehrheit der Bundesländer habe ihre Landesaufnahmeprogramme ebenfalls eingestellt.